# Paradiadelia mediofusca
Paradiadelia mediofusca är en skalbaggsart som beskrevs av Stefan von Breuning 1957. Paradiadelia mediofusca ingår i släktet Paradiadelia och familjen långhorningar.
Artens utbredningsområde är Madagaskar. Inga underarter finns listade i Catalogue of Life.